# برونو روت
برونو روت (انگلیسی: Bruno Roth; ۲۳ آوریل ۱۹۱۱ – ۲۱ آوریل ۱۹۹۸) دوچرخه‌سوار اهل آلمان بود.